# Marsdenia hilariana
Marsdenia hilariana är en oleanderväxtart som beskrevs av Fourn.. Marsdenia hilariana ingår i släktet Marsdenia och familjen oleanderväxter. Utöver nominatformen finns också underarten M. h. macieliana.